# Salcea
Salcea là một thị xã thuộc hạt Suceava, România. Dân số thời điểm năm 2002 là 8707 người.